# 1912년 하계 올림픽 아이슬란드 선수단
1912년 하계 올림픽 아이슬란드 선수단은 1912년 5월 5일부터 7월 27일까지 스웨덴 스톡홀름에서 열린 1912년 하계 올림픽에 참가한 올림픽 아이슬란드 선수단이다.
아이슬란드가 덴마크에서 정식으로 독립한 것은 1918년의 일이지만, 올림픽 연구자들은 이 당시 아이슬란드 선수들의 경기 결과를 덴마크 선수단의 결과에서 분리하여 취급한다. 이 기준에 따르면 아이슬란드의 첫 올림픽 출전이 되며, 아이슬란드 국기를 앞세워 참가한 것은 1936년 베를린 올림픽의 일이다.
이 당시 아이슬란드 선수단으로 집계되는 참가 선수는 총 두 명이며, 각각 육상 종목과 레슬링 종목에 출전하였다.

## 메달 집계

### 종목별 참가 선수 및 메달 집계
| 종목   | 참가 선수 | 1 | 2 | 3 | 합계 |
| 레슬링 | 1         |   |   |   | 0    |
| 육상   | 1         |   |   |   | 0    |
| 합계   | 2         | 0 | 0 | 0 | 0    |

## 육상
아이슬란드는 육상 종목에 선수 한 명을 파견하여 올림픽 첫 데뷔전을 치렀다. 당시 육상선수 하들도르손이 남자 100m 종목에 출전하였으며, 경기 결과 4위를 기록해 준결승전에 진출하는 데에는 실패하였다.
| 선수          | 세부 종목 | 예선 | 예선 | 준결선    | 준결선    | 결선      | 결선      |
| 선수          | 세부 종목 | 기록 | 순위 | 기록      | 순위      | 기록      | 순위      |
| 욘 하들도르손 | 100m      | 12.4 | 4    | 진출 실패 | 진출 실패 | 진출 실패 | 진출 실패 |

## 레슬링
아이슬란드의 첫 올림픽 출전 종목에는 레슬링도 있었다. 피에튀르손 선수가 남자 93kg급 경기에서 3-2 스코어를 만들며 5차전까지 진출하였다. 이 네 차례 경기 모두 핀란드의 쟁쟁한 레슬링 선수들과 맞붙었다는 점에서 더욱 주목할 만하다. 피에튀르손 선수는 지금까지도 아이슬란드의 유일한 올림픽 출전 레슬링 선수로 기록되고 있다.
그레코로만형
| 선수                | 세부 종목 | 1차            | 2차              | 3차                | 4차              | 5차              | 6차       | 7차       | 결승          | 결승          | 결승          | 순위 |
| 선수                | 세부 종목 | 상대 결과      | 상대 결과        | 상대 결과          | 상대 결과        | 상대 결과        | 상대 결과 | 상대 결과 | A전 상대 결과 | B전 상대 결과 | C전 상대 결과 | 순위 |
| 시귀리온 피에튀르손 | 93kg급    | 린드 (FIN) · W | 살릴라 (FIN) · W | 비클룬드 (FIN) · L | 라얄라 (FIN) · W | 버르거 (HUN) · L | 진출 실패 | 없음      | 진출 실패     | 진출 실패     | 진출 실패     | 6    |